# Glock
Glock GmbH (onder merknaam GLOCK) is een wapenfabrikant die voornamelijk vuistvuurwapens maakt. Het hoofdkwartier van het bedrijf is gevestigd in Deutsch-Wagram, Oostenrijk. Genoemd naar de oprichter Gaston Glock (1929-2023), is de onderneming het meest bekend dankzij een lijn pistolen met polymeer frame, maar zij produceert ook messen en militaire spades.
De Glock-pistolen zijn zeer populair bij ordediensten en legers over de hele wereld, alsook bij burgers voor zelfverdediging en praktische schietsporten. Glock produceert momenteel 35 verschillende pistolen.

## Geschiedenis
Toen de onderneming werd gesticht in 1963 begon zij met het maken van gordijnrails. Daarna diversifieerde zij naar de wapenindustrie in de jaren 70 door het Oostenrijkse leger te bevoorraden met machinegeweerriemen, oefenhandgranaten, plastic magazijnen en veldmessen. Toen in de vroege jaren 80 het Oostenrijkse leger een nieuw model van pistool wilde aanschaffen antwoordde Glock met de Glock 17, een 9×19mm-semiautomatisch pistool. Het Oostenrijks leger nam de Glock 17 in dienst in 1982, het Noorse leger deed dit 2 jaar later. Nog een jaar later werd Glock, Inc. opgericht in Smyrna, Georgia om op de Amerikaanse markt aanwezig te kunnen zijn. De volgende jaren breidde Glock haar 9mm-producten uit, met de Glock 18 in 1986 en de Glock 17L en Glock 19 in 1988. In 1990 was Glock de eerste wapenfabrikant die een pistool in .40S&W op de markt bracht, met de Glock 22 en 23.

## Producten

### Vuistvuurwapens
Glock-pistolen zijn veelvoorkomend onder ordediensten en militaire organisaties van over de hele wereld. Deze populariteit kan aan verscheidene oorzaken worden toegeschreven. Zo hebben deze pistolen het imago van betrouwbaar te zijn en de mogelijkheid te bezitten van te blijven functioneren, zelfs onder extreme omstandigheden. Ook is het Glock-pistool zeer eenvoudig opgebouwd, met ongeveer de helft van het aantal onderdelen van vergelijkbare pistolen. Deze eenvoud leidt tot eenvoudiger onderhoud en reparatie.
Het polymeer frame maakt het ontwerp lichter dan pistolen met een stalen of aluminium frame. Glock-pistolen hebben geen externe veiligheid. Dit draagt bij aan de veiligheid en vermijdt foute handelingen wanneer het pistool onder extreme stress bediend wordt.
De meeste stalen componenten in een Glock-pistool zijn genitreerd met een proces dat "Tenifer" heet. Dit verhardt het oppervlak en maakt het wapen resistenter tegen corrosie en slijtage.
De populariteit van Glock heeft andere wapenfabrikanten ertoe aangezet om gelijkwaardige polymeer-frame pistolen te ontwerpen zoals de Springfield XD, Smith & Wesson M&P en Walther P99-pistolen. Glock situeert zich in het midden van het prijsbereik. Glocks zijn normaal gezien goedkoper dan gelijkaardige pistolen van Heckler & Koch en SIG-Sauer, maar duurder dan Hi-Point of Taurus.
Na de introductie van de GLOCK 17 deed al snel het verhaal de ronde dat de GLOCK 17 een plastic pistool was en zodoende niet te detecteren zou zijn met de röntgenapparatuur op luchthavens. De praktijk wees uit dat een Glock-pistool in de röntgenapparatuur duidelijk als pistool te herkennen was, omdat het verschillende metalen onderdelen bevat. Ook het plastic frame is van een zodanig dicht materiaal dat het te zien is op röntgenscans.
Naast de oorspronkelijke GLOCK 17 produceert het bedrijf een reeks afgeleide modellen in diverse kalibers, zoals .40S&W, 10 mm, en .45GAP.

### Messen

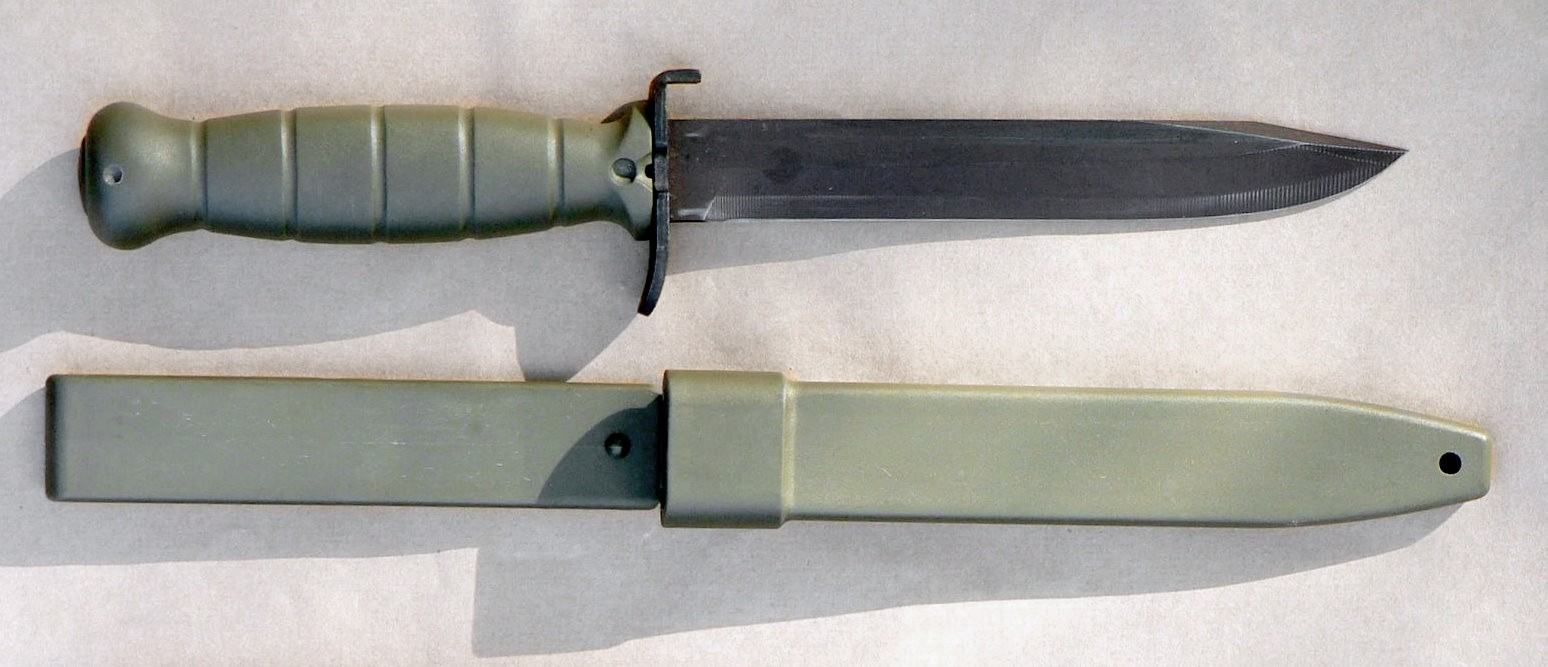
Glock Feldmesser FM 78

Glock produceert momenteel 2 modellen van messen. Het "Veldmes 78" is een klassiek mes met een lemmet van 165 mm en totale lengte van 290 mm. Het "Survival mes 81" heeft dezelfde afmetingen maar een extra zaag op de achterkant van het lemmet. Beide messen zijn fosfaat-behandeld en hebben een Glock-polymeren schede. De beschikbare kleuren zijn olijfgroen, zandkleur en zwart.